# Distretto di Karşıyaka

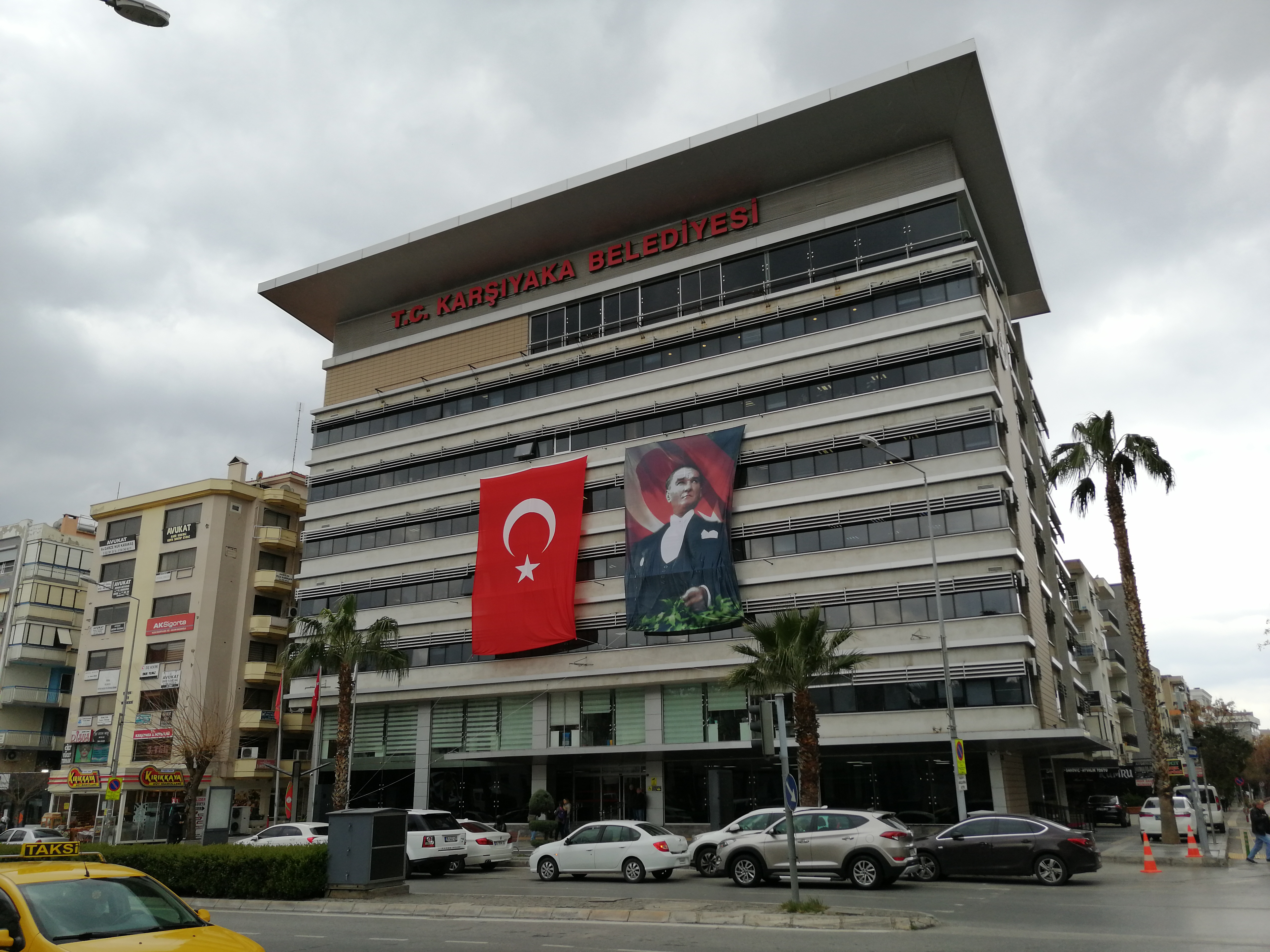
Karsiyaka municipality

Il distretto di Karşıyaka (in turco Karşıyaka ilçesi) è uno dei distretti della provincia di Smirne, in Turchia.